# David Grimaldi
David A. Grimaldi (né le 22 septembre 1957) est un entomologiste et un conservateur en zoologie des invertébrés au musée américain d'histoire naturelle de New York.

## Biographie
Il fait ses études supérieures à l'Université Cornell, où il obtient son doctorat en entomologie en 1986, et fait autorité dans de nombreux domaines de la systématique des insectes, de la paléontologie et de la biologie évolutive.
Il est également professeur adjoint à l'université Cornell, à l'Université Columbia et à la City University de New York.
Outre de nombreux articles dans des revues scientifiques, Grimaldi est l'auteur de Amber: Window to the Past et de Evolution of the Insects (2005) avec comme co-auteur Michael S. Engel.

## Éponymie
Voici une sélection de taxons donnés en l'honneur de David A. Grimaldi :
- Afrarchaea grimaldii Penney, 2003 - une araignée aranéomorphe fossile dans l'ambre birman
- Ambradolon grimaldii Metz, 2000 - une mouche prédatrice fossile dans l'ambre dominicain
- Burmadactylus grimaldii Heads, 2009 - une courtilière pygmée fossile dans l'ambre birman
- Ctenoplectrella grimaldii Engel, 2001 - une abeille fossile dans l'ambre de la Baltique
- Cubanoptila grimaldii Wichard, 1995 - une phrygane fossile dans l'ambre dominicain
- Euliphora grimaldii Arillo & Mostovski, 1999 - une mouche fossile dans l'ambre espagnol
- Glabellula grimaldii Evenhuis, 2002 - un fossile de Mythicomyiidae dans l'ambre dominicain
- Glyptotermes grimaldii Engel & Krishna, 2007 - un termite fossile dans l'ambre dominicain
- Grimaldinia Popov & Heiss, 2014 - un genre de punaises fossiles de la famille des Leptopodidae dans l'ambre birman
- Halitherses grimaldii Giribet & Dunlop, 2005 - un opilion de fossiles dans l'ambre birman
- Palaeoburmesebuthus grimaldii Lourenço, 2002 - un scorpion fossile dans l'ambre birman
- Phyloblatta grimaldii Vršanský, 2003 - une blatte fossile du Trias de Virginie
- Plectromerus grimaldii Nearns & Branham, 2005  - un longicorne fossile dans l'ambre dominicain